# ائتلاف وحدة العراق
ائتلاف وحدة العراق تحالف سياسي عراقي برئاسة جواد البولاني الذي تولى منصب وزير الداخلية خلال حكومة نوري المالكي. يضم الائتلاف أكثر من 30 كتلة وحزبًا سياسيًا من أبرزها تجمع الميثاق العراقي بزعامة أحمد عبد الغفور السامرائي ومؤتمر صحوة العراق الذي يرأسه أحمد أبو ريشة والتجمع من أجل العراق برئاسة رعد مولود مخلص بالإضافة إلى الحزب الدستوري وعددًا من الشخصيات السياسية المستقلة مثل سعدون الدليمي وزير الدفاع السابق.
يعتمد البرنامج السياسي للائتلاف الإيمان بوحدة واستقلال وسيادة العراق، على أساس وحدة التنوع وليس وحدة النوع، والإيمان بمبدأ فرض السلطات الثلاث وأن لا سلطة إلا سلطة القانون، واعتماد الصيغ الدستورية.
في الانتخابات التشريعية عام 2010، حصل الائتلاف على أربعة مقاعد.